# RCS Verviétois
El RCS Verviétois fue un equipo de fútbol de la ciudad de Verviers en la provincia de Lieja. El club estaba afiliado a la Real Asociación Belga de fútbol con el número de licencia 8. El equipo jugaba de verde y blanco en el Stade Communal de Bielmont.

## Historia
Fue fundado en el año 1896 con el nombre Verviers Foot-Ball Club y logra su primer ascenso a la Primera División de Bélgica en el año 1900. En 1903 se fusionó con el Stade Wallon para crear el CS Verviétois. Se mantuvo durante 7 años en la élite hasta que descendió en la temporada 1906/07. En 1912 retorna a la Primera División, en la cual se mantuvo 12 años hasta que volvió a descender en el año 1924.
En la temporada de 1925/26 regresa a la Primera División de Bélgica, y en ese año añade el término real al nombre del club, pasando a llamarse Royal Club Sportif Verviers tras cumplir 25 años de existencia, pero esa misma temporada descienden de categoría.
El club retornaría a la Primera División de Bélgica para la temporada de 1956/57, en la cual se mantuvo por 5 años en los cuales venció a los clubes más importantes de Bélgica durante esta última estancia en la máxima categoría como al Standard de Lieja, RFC Lieja y al RSC Anderlecht. También el club llegó a la final de la Copa de Bélgica en el año 1956, la cual perdieron 1-2 ante el RRC Tournaisien en la final jugada el Estadio Heysel en Bruselas.
Tras descender en 1961, el club inició un viaje en caída libre que lo llevó a jugar en la Liga Provincial de Bélgica en 1977. En 1993 logra el ascenso a la Tercera División de Bélgica, en la cual jugó hasta su descenso en el año 2000. Ese año Verviers se fusionó con R. Dison Sport (número de licencia 63) cambiando a Royale Entente Dison-Verviers bajo el número de licencia 8 de Verviers, un año después el nombre se cambiaría a Royal Excelsior Dison Verviers y en 2002 volverían a Royal Cercle Sportif Verviétois. Se mantiene en la Cuarta división de 2003 a 2005, cuando retorna a la Tercera División de Bélgica, liga en la que se mantuvo hasta su desaparición en el año 2015 a causa de problemas financieros. Los problemas económicos surgieron durante la temporada como resultado de lo cual el club no pudo jugar en la ronda final para ascender a la Segunda división. A principios de julio se decidió entrar en liquidación, lo que supuso un éxodo de jugadores. El club pudo permanecer en Tercera división, pero al final de la temporada 2014-2015 el club fue descendido a Cuarta división y RCS Verviers dejó de existir.
El club militó en disputó 150 partidos en la Primera División de Bélgica, donde ganó 41, empató 49 y perdió 60, anotando 162 goles y recibió 205.
Semanas después de su desaparición, fue creado el CSJ Verviétois con el número de matrícula n.º 9657 que originalmente lo hizo en la temporada 2015/16 en categorías menores, aunque sus propietarios planean que el primer equipo debute en la novena categoría del fútbol de Bélgica para la temporada 2016/17.

## Palmarés
- Copa de Bélgica:

Finalista (1): 1956
- Segunda División de Bélgica: 3

1897/98, 1924/25, 1955/56
- Cuarta División de Bélgica: 3

1993, 2002, 2005

## Jugadores

### Jugadores destacados
| - William Witwrouw - Nicolas Beckers - Michael Perseo - Boris Hungs - Safa Asik - Mamadou Barry - Francois Delchambre - Taik Kazmi | - Loris Meys - Jabo Mutsinzi - Fabrice Papalino - Maxim Philippe - Faustino Tshibemba - Christopher N'Gombo - Schimei Pita - Jordan Tshimanga |